# Dréan
|  | No s'ha de confondre amb Mondovì. |

Dréan (àrab: الدرعان, ad-Draʿan) és una localitat de la costa est d'Algèria, situada a la wilaya d'El-Taref, 25 km al sud d'Annaba. Durant el període colonial francès era coneguda com a Mondovi, i amb l'apel·latiu de «le petit Paris». Amb prop de 40.000 habitants, la seva activitat econòmica se centra en el sector agrícola i, en particular, en el cultiu de tabac, tarongers i vinya.
Administrativament, Dréan és una dàïra que comprèn les localitats dependents de Chihani, Chebaita Mokhtar i Besbes.

## Nadius il·lustres
- Albert Camus, escriptor i filòsof francès, nascut a Dréan el 7 de novembre de 1913.